# NHKだめ自慢 〜みんながでるテレビ〜
『NHKだめ自慢 〜みんながでるテレビ〜』（エヌエイチケーだめじまん みんながでるテレビ）は、NHK総合テレビで2018年10月17日から2022年3月26日まで放送されていたバラエティ番組。MCは村上信五（関ジャニ∞）と東野幸治。
番組開始から2020年3月28日までは『NHK杯 輝け!!全日本大失敗選手権大会 〜みんながでるテレビ〜』（エヌエイチケーはい かがやけ!! ぜんにほんだいしっぱいせんしゅけんたいかい）のタイトルで。2020年5月30日から番組終了までは『NHKだめ自慢 〜みんながでるテレビ〜』のタイトルで放送されていた。

## 概要

### NHK杯 輝け!!全日本大失敗選手権大会
誰もが参加できる視聴者参加型の番組。番組ホームページで"大失敗エピソード"を募集し、人生を左右するマジな大失敗から、ちょっと心がほっこりするカワイイ大失敗まで、老若男女、誰でも応募可能であり、その中から選りすぐりの人たちにNHKの特設ステージで大失敗エピソードを披露してもらい、"面白いかどうか"を選考基準とし、優勝者にはNHK杯のトロフィーを贈呈する。
第3回となる2019年4月27日の放送分より、毎月最終土曜日の月1回のレギュラー番組となった。
2019年8月14日（水曜日）19:30 - 20:42（JST）には、「NHK杯 輝け!! 全日本大失敗選手権大会 ～みんながでるテレビ～ 夏スペシャル」と称した、番組初の1時間12分の拡大スペシャルが放送された。
2020年1月3日（金曜日）22:30 - 23:18（JST）には、「NHK杯輝け!!全日本大失敗選手権大会〜みんながでるテレビ〜 新春スペシャル」と称した、特番放送が放送された。

### NHKだめ自慢
2020年5月30日の放送分より、番組をリニューアルし、『NHKのど自慢』公認の兄弟番組となり、視聴者から「だめ自慢」を募集し、選ばれた「だめ自慢」を番組で紹介する形へとなった。
そのほか、視聴者から投稿された写真などといった投稿作品（主に小ネタ）も紹介された。
『NHKのど自慢』との共通点は以下の通り。
- 鈴木邦彦が作曲した『NHKのど自慢』のテーマ曲をそのまま使用している。
- 本番組のタイトルロゴはオリジナル版『NHKのど自慢』と同じ（十六分音符は「ど」ではなく「だ」に）だが、「慢」の字の上に乗っている「ベレー帽を被った小鳥」がオリジナル版では直立しているのに対し、本番組では左側に倒れ目もバツの字になっている。
- スタジオセットは実際に使用された関東甲信越地方のNHKのど自慢のスタジオセット（2016～2019年度）を使用。譲渡していることで2020年度から関東甲信越地方のNHKのど自慢のスタジオセットが変更されている。

同日の初回は、特別編として旧『NHK杯』の総集編を放送した。
2021年4月24日の放送分より、放送曜日はこれまでと同様に毎月最終土曜日ではあるが、放送時間が21:50 - 22:20（JST）へと、20分繰り上げ、18分縮小された。
2021年7月・8月分の放送は『東京2020オリンピック・パラリンピック』の中継の為、放送休止。
2022年度はNHKの土曜21・22時台の編成が大幅に変更されることに伴い、2022年3月26日の放送予定分を以て最終回となり、『NHK杯』パイロット版初回から約4年間にわたる放送の歴史に幕を下ろした。

## 出演者
- 村上信五（関ジャニ∞） - MC
- 東野幸治 - MC
- 小田切千（NHKアナウンサー） - 語り
- 秋山気清 - 鐘奏者
  - 同局制作の『NHKのど自慢』と同様に鐘で合否を知らせる[3]。パイロット版に出演。『だめ自慢』放送時はコロナ禍にともない出場者がリモートのため出演はなかった[注 5]。

## 放送リスト
※特記が無い限り土曜日の放送。

### NHK杯 輝け!!全日本大失敗選手権大会
| 回                | 放送年       | 放送日       | ゲスト                                           | 備考         |
| パイロット版      | パイロット版 | パイロット版 | パイロット版                                     | パイロット版 |
| ----------------- | ------------ | ------------ | ------------------------------------------------ | ------------ |
| 1                 | 2018年       | 10月17日(水) | 関根勤、YOU                                      |              |
| 2                 | 2019年       | 2月6日(水)   | 赤木野々花、YOU、伊集院光                        |              |
| 月1レギュラー放送 |              |              |                                                  |              |
| 1                 | 2019年       | 4月27日      | 関根勤、YOU                                      |              |
| 2                 | 2019年       | 5月25日      | 関根勤、井森美幸                                 |              |
| 3                 | 2019年       | 6月29日      | 榊原郁恵、勝俣州和                               |              |
| 4                 | 2019年       | 7月27日      | 関根勤、光浦靖子（オアシズ）                     |              |
| SP                | 2019年       | 8月14日(水)  | 伊原六花、関根勤、YOU                            | [ 注 6 ]     |
| 5                 | 2019年       | 9月28日      | 天野ひろゆき（キャイ〜ン）、光浦靖子（オアシズ） |              |
| 6                 | 2019年       | 10月26日     | 的場浩司、井森美幸                               |              |
| 7                 | 2019年       | 11月30日     | つるの剛士、中川翔子、山中まどか                 |              |
| SP                | 2020年       | 1月3日(金)   | 関根勤、坂下千里子、山中まどか                   | [ 注 7 ]     |
| 8                 | 2020年       | 1月25日      | YOU、濱口優（よゐこ）、山中まどか                |              |
| 9                 | 2020年       | 2月29日      | 井森美幸、つるの剛士                             |              |
| 10(終)            | 2020年       | 3月28日      | 関根勤、光浦靖子（オアシズ）、山中まどか         | [ 注 8 ]     |

### NHKだめ自慢

#### 2020年
| 回 | 放送日   | ゲスト               | 備考      |
| -- | -------- | -------------------- | --------- |
| SP | 5月30日  | （前番組の総集編）   | [ 注 10 ] |
| 1  | 6月27日  | 無し                 |           |
| 2  | 7月25日  | 無し                 |           |
| 3  | 8月29日  | 池田美優（みちょぱ） |           |
| 4  | 9月26日  | 夏菜                 |           |
| 5  | 10月31日 | 光浦靖子             |           |
| 6  | 11月21日 | 朝日奈央             |           |
| 7  | 12月26日 | SHELLY               |           |

#### 2021年
| 回 | 放送日   | ゲスト | 備考      |
| -- | -------- | --- | --------- |
| 8  | 1月30日  | 光浦靖子 |           |
| 9  | 2月20日  | YOU |           |
| 10 | 3月27日  | 【NHK人気番組大集合SP】 塚田僚一（A.B.C-Z）、YOU 高瀬耕造、桑子真帆（NHKアナウンサー/『おはよう日本』） 古舘伊知郎（『日本人のおなまえ』） みやぞん（ANZEN漫才）、ギュナイ滝美、稲毛眞生（『天才てれびくんhello,』） 岡村隆史（ナインティナイン/『チコちゃんに叱られる!』） サヘル・ローズ（『アラビーヤ・シャベリーヤ!』） 東佳実（『バリバラ』） | [ 注 11 ] |
| 11 | 4月24日  | 板橋駿谷、YOU、サーヤ（ラランド） | [ 注 12 ] |
| 12 | 5月29日  | YOU、山之内すず |           |
| 13 | 6月26日  | SHELLY、生見愛瑠（めるる） |           |
| 14 | 9月25日  | 【NHK人気番組大集合SP】 藤本美貴 ヤバイTシャツ屋さん（『ヤバイラジオさん』） チコちゃん（『チコちゃんに叱られる!』） 鈴木奈穂子（NHKアナウンサー/『あさイチ』） 板鼻英二（『NHK手話ニュース』） |           |
| 15 | 10月30日 | 藤本美貴 |           |
| 16 | 11月27日 | 若槻千夏、ヒコロヒー |           |
| 17 | 12月25日 | 【2021年・今年の顔スペシャル!】 ヒコロヒー トム・ホーバス、DJ松永（Creepy Nuts）、池崎大輔、中嶋涼子、津端ありさ |           |

#### 2022年
| 回     | 放送日  | ゲスト                                    | 備考 |
| ------ | ------- | ----------------------------------------- | ---- |
| 18     | 1月29日 | 田中美佐子、岡田結実、塚田僚一（A.B.C-Z） |      |
| 19     | 2月26日 | 長濱ねる、森泉                            |      |
| 20(終) | 3月26日 | かたせ梨乃、サーヤ（ラランド）            |      |